# Kunsthalle „Harry Graf Kessler“

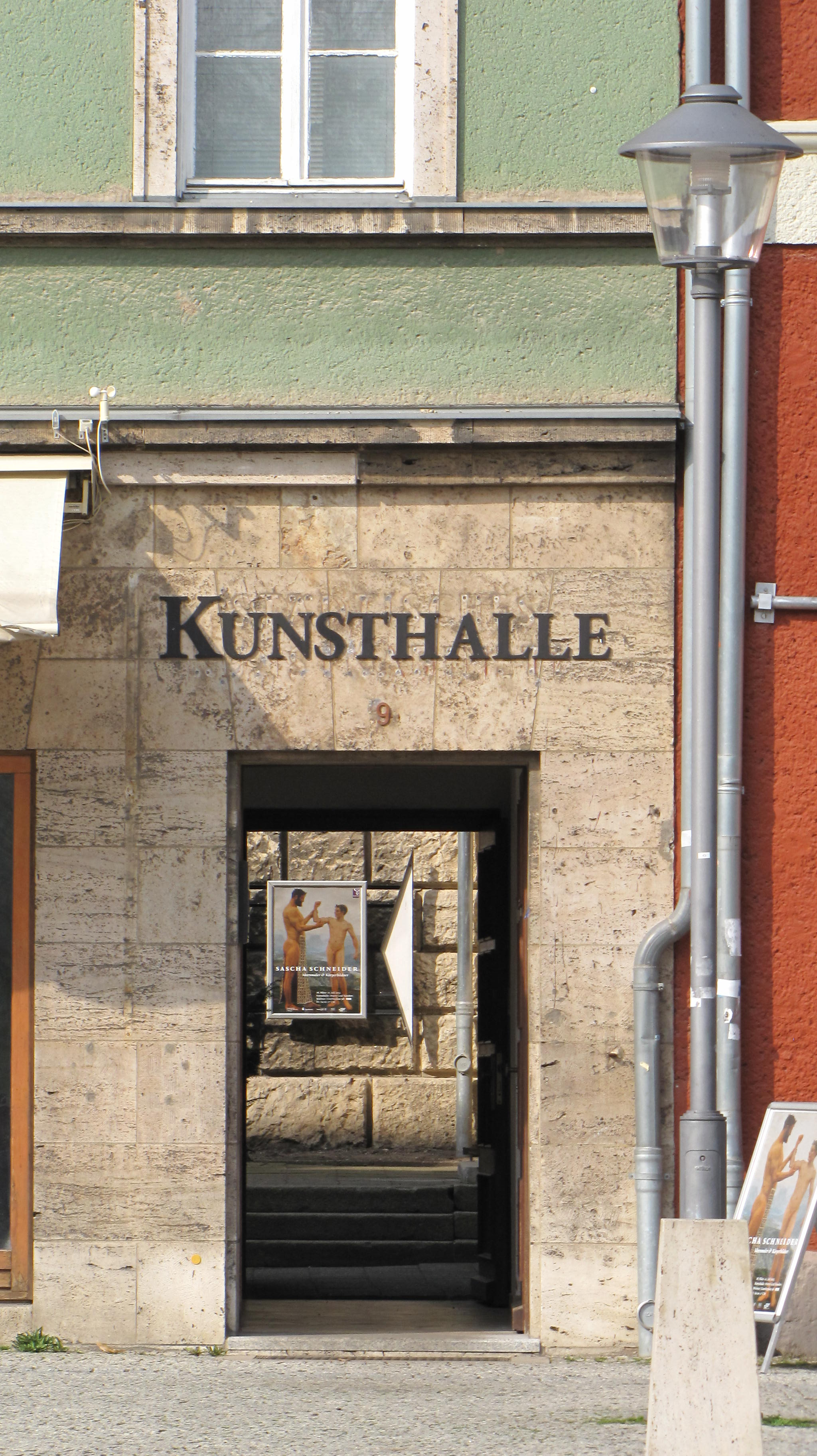
Kunsthalle Weimar

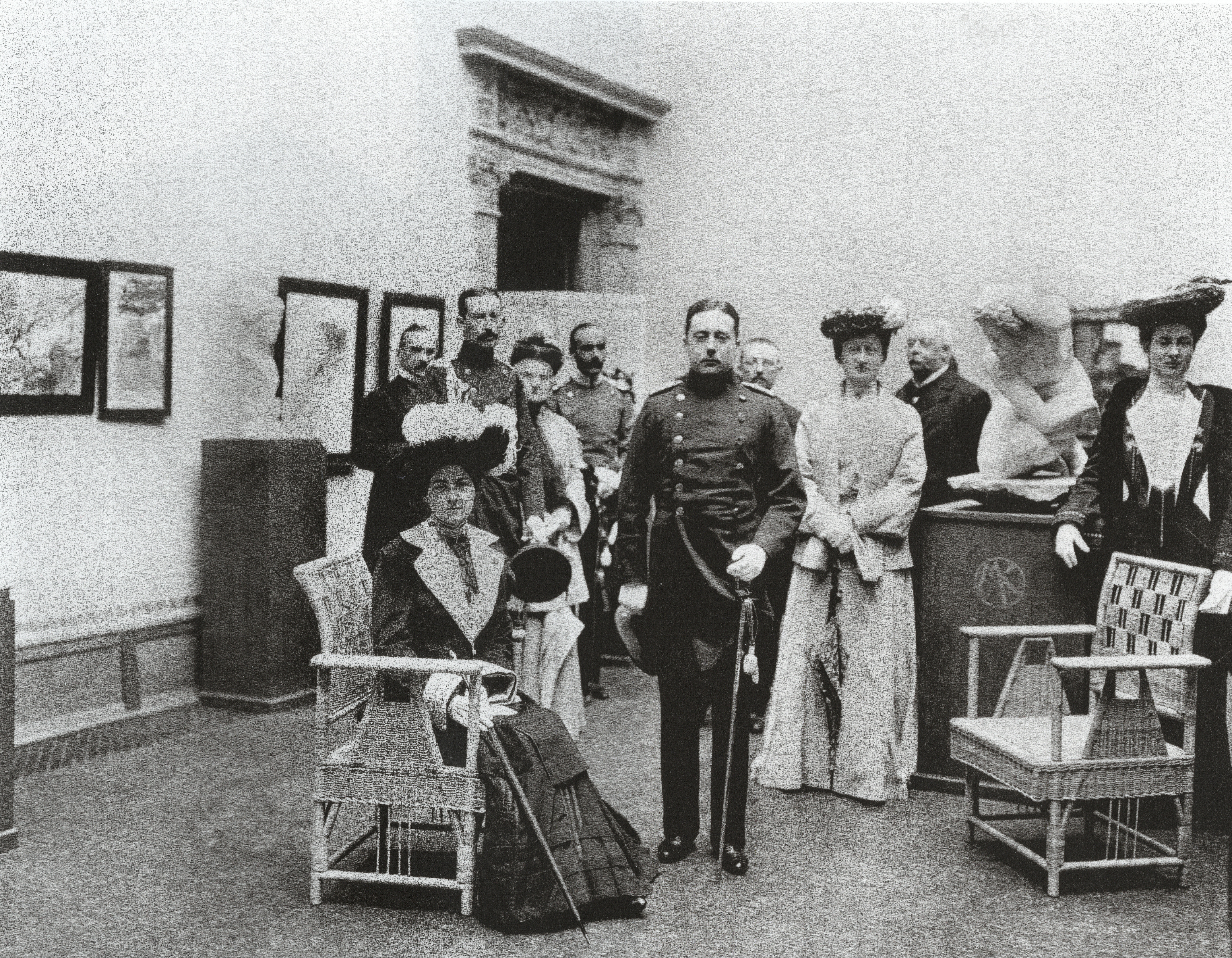
Eröffnung der Max-Klinger-Ausstellung 1903

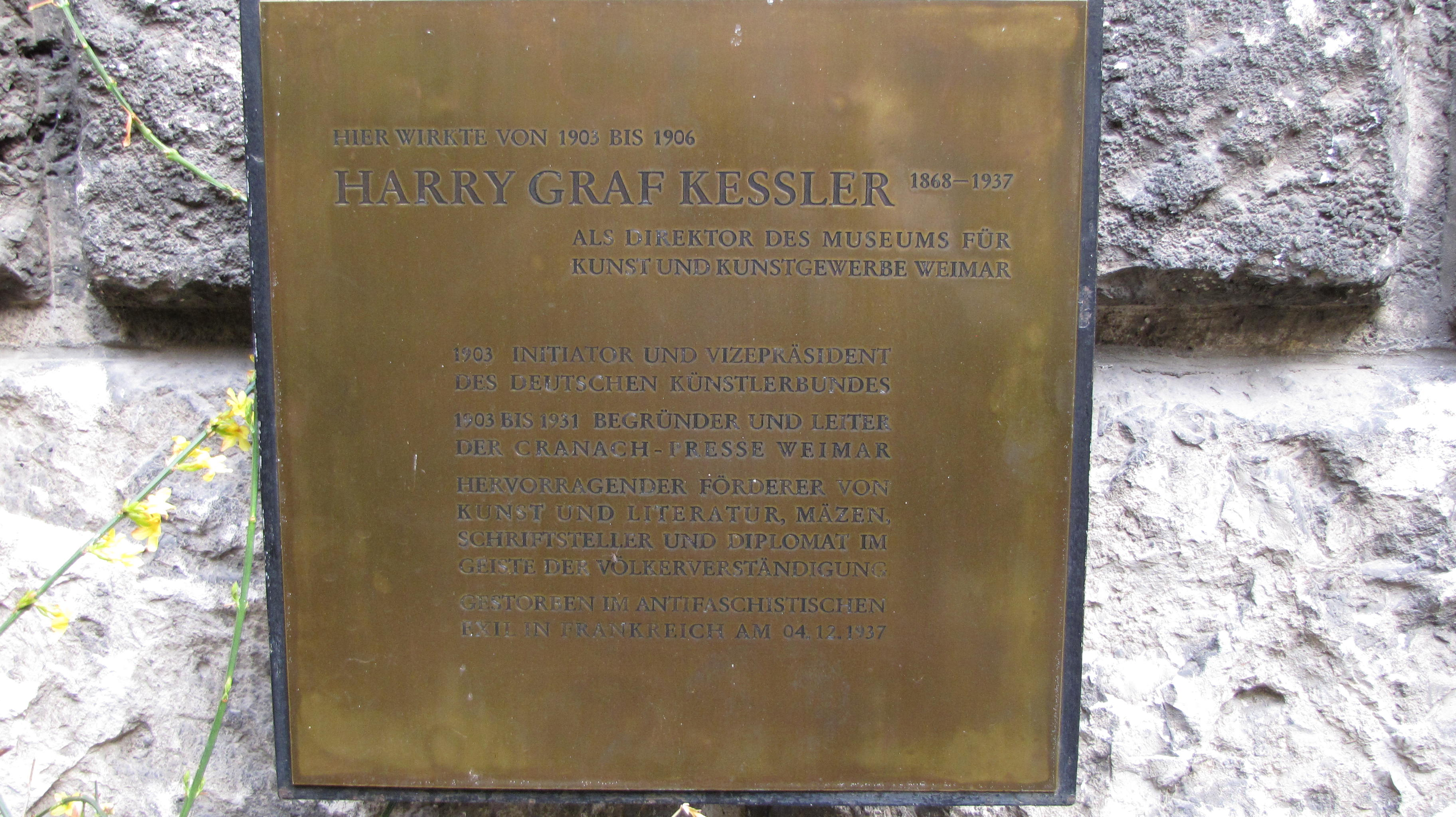
Gedenktafel für Harry Graf Kessler

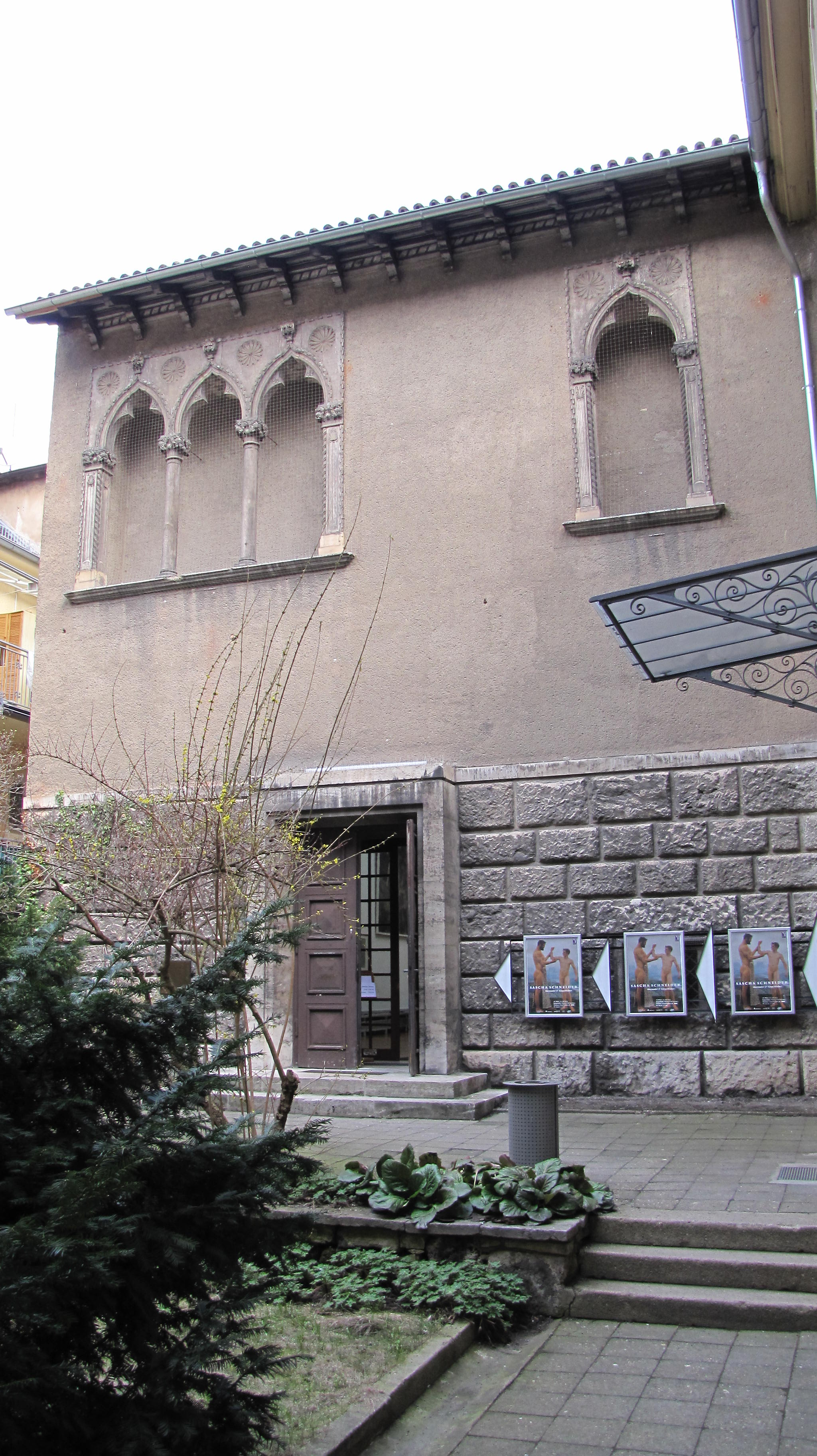
Kunsthalle Harry Graf Kessler

Die Kunsthalle „Harry Graf Kessler“ wurde 1880 in Weimar im venezianischen Stil der Renaissance errichtet. Namensgeber war der Kunstmäzen und Neuerer Harry Graf Kessler. Realisiert wurde sie im Wesentlichen durch den Direktor der Weimarer Kunstsammlungen und letztlichen Gegenspieler Kesslers Aimé Charles Vincent von Palézieux-Falconnet.

## Geschichte
Ursprünglich wurde hier die „Permanente Kunstausstellung“ des Großherzoglichen Museums für Kunst und Kunstgewerbe gegründet. Dort war vorher eine Ziegelei. Die Kunsthalle wurde 1880 errichtet. Bei der Einweihung waren der Großherzog Wilhelm Ernst und Großherzogin Caroline anwesend. Im Gefolge des Großherzogspaars befanden sich die Gegenspieler Palezieux und Graf Kessler, die ebenfalls auf dieser Aufnahme zu sehen sind.
Den Auftakt gab die Max-Klinger-Ausstellung 1903. Das wurde von dem Hoffotografen Louis Held festgehalten. Von 1903 bis 1906 erlebte die Kunsthalle erste Erfolge. Ausstellungen von namhaften Künstlern wie Max Klinger, Max Liebermann, Claude Monet, Paul Cezanne, Auguste Renoir und vielen anderen machte die Kunsthalle deutschlandweit bekannt und berühmt. Kessler musste infolge des Rodinskandals seine Aktivitäten einstellen. Im Jahre 1903 wurde hier der Deutsche Künstlerbund gegründet. Später wurde der Raum als Arbeitsraum für das Rentamt genutzt. In den 1950er Jahren erfolgte eine Wiederbelebung als Ausstellungsort. Eine Gedenktafel für Harry Graf Kessler ist angebracht worden.
Seit 2006 wird die Kunsthalle „Harry Graf Kessler“ am Goetheplatz 9b über das Stadtmuseum von der Stadtdirektion betrieben.
Die Kunsthalle ist auf der Liste der Kulturdenkmale in Weimar (Einzeldenkmale) aufgeführt. Mit dem Bau Goetheplatz 9 in den 1930er Jahren, der das Rentamt war, wurde der Blick verstellt. Durch den Flur gelangt man in den Innenhof und damit in die Kunsthalle. Hier finden Wechselausstellungen statt. Der größere Teil des Gebäudes wurde in der NS-Zeit auch zum Arbeitsbereich des Rentamtes umfunktioniert. Auch Goetheplatz 9a bzw. Haus Graben 1 wurde durch nationalsozialistische Bauplanungen realisiert, wofür die Häuser Graben 1/3 weichen mussten. Die Nummer Graben 3 wurde nie wieder vergeben.